# 인도의 러시아인
인도에는 러시아인 혈통의 인도 시민과 인도에 거주하는 러시아인 국외 거주자 및 이주민으로 구성된 작지만 눈에 띄는 인도의 러시아인 공동체가 있다. 러시아 정부에 따르면, 845명의 러시아 시민이 인도에 거주하는 것으로 등록되어 있다.

## 고아주의 러시아인

### 이민자
고아주는 지난 몇 년간 많은 러시아 이민자를 받아들였다. 고아주로의 러시아인 대규모 이주는 고향에서의 삶에 불만을 가진 많은 젊은이들이 내면의 평화를 찾아 그곳으로 영구히 이주하면서 하나의 트렌드가 되었다. 저렴한 일일 전세기가 이제 수천 명의 러시아인을 해변과 여유로운 분위기로 유명한 인도의 고아주로 운반하고 있다. 많은 러시아인들이 고아주에 사업체를 설립하기도 했다. 많은 해변 식당들은 러시아어권 고객을 유치하기 위해 영어와 러시아어로 간판을 게시한다.
모르짐 마을은 그곳에 사는 러시아인의 수가 많기 때문에 현지인들로부터 "작은 러시아"라고 불린다. 아람볼 마을은 구어적으로 아람볼스크라고 알려져 있다.

### 관광객
고아주는 항상 인도로 오는 러시아 여행객들이 가장 좋아하는 장소였다. 평균적으로 관광 시즌에는 10일마다 약 3,500명의 러시아인이 고아 해안에 도착하는 것으로 추정되었다.

## 같이 보기
- 러시아-인도 관계
- 인도의 인도인
- 러시아 총영사관 첸나이